# Provincia de Egleimín
La provincia de Egleimín es una de las provincias de Marruecos, parte de la región de Guelmim-Río Noun. Su capital es Egleimín. Tiene una superficie de 2875 km² y 166 685 habitantes censados en 2004.

## División administrativa
La provincia de Egleimín consta de dos municipios y dieciséis comunas:

### Municipios
- Bouizakarne
- Egleimín (capital)

### Comunas
| - Abaynou - Aït Boufoulen - Amtdi - Asrir - Echatea El Abied - Fask - Ifrane Atlas Saghir - Labyar | - Laqsabi Tagoust - Rass Oumlil - Tagante - Taghjijt - Tiliuín - Targa Wassay - Tiglit - Timoulay |